# Injecție de apă (motor)
În motoarele cu ardere internă, injecția cu apă, cunoscută și sub denumirea de injecție anti-detonantă (ADI), poate pulveriza apă în aerul de intrare sau amestecul combustibil - aer sau direct în camera de ardere pentru a răci anumite părți ale sistemului de inducție unde „punctele fierbinți ar putea produce aprindere prematură". La motoarele cu reacție crește tracțiunea motorului la turații mici și la decolare.
Injecția cu apă a fost folosită în trecut pentru a crește puterea de ieșire a motoarelor de aviație militară pe durate scurte, cum ar fi lupte de câine sau decolare.
Cu toate acestea, a fost folosit și în sporturile cu motor și în special în cursele de tragere. La motoarele cu ciclu Otto, efectele de răcire ale injecției de apă permit, de asemenea, raporturi de compresie mai mari datorită reducerii detonației motorului.
Alternativ, această reducere a detonațiilor motorului la motoarele cu ciclu Otto înseamnă că unele aplicații câștigă performanțe semnificative atunci când injecția de apă este utilizată împreună cu un compresor, un turbocompresor sau modificări precum sincronizarea agresivă a aprinderii.
În funcție de motor, îmbunătățiri ale puterii și eficienței combustibilului pot fi obținute și numai prin injectarea apei.
Injecția cu apă poate fi, de asemenea, utilizată pentru a reduce emisiile de NOx sau monoxid de carbon.